# Ixcatepec
Ixcatepec là một đô thị thuộc bang Veracruz, México. Năm 2005, dân số của đô thị này là 12664 người.